# Судьбодаровська сільська рада
Судьбода́ровська сільська рада (рос. Судьбодаровский сельский совет) — сільське поселення у складі Новосергієвського району Оренбурзької області Росії.
Адміністративний центр — село Судьбодаровка.

## Населення
Населення — 1178 осіб (2019; 1336 в 2010, 1473 у 2002).

## Склад
До складу сільської ради входять:
| Населений пункт         | Населення, осіб (2002) | Населення, осіб (2010) |
| ----------------------- | ---------------------- | ---------------------- |
| Ахмерово, село          | 180                    | 162                    |
| Комишка, село           | 183                    | 175                    |
| Нижній Кунакбай, селище | 89                     | 54                     |
| Новоахмерово, село      | 155                    | 116                    |
| Приуранка, село         | 113                    | 102                    |
| Судьбодаровка, село     | 753                    | 727                    |